# Lilian Calmejane

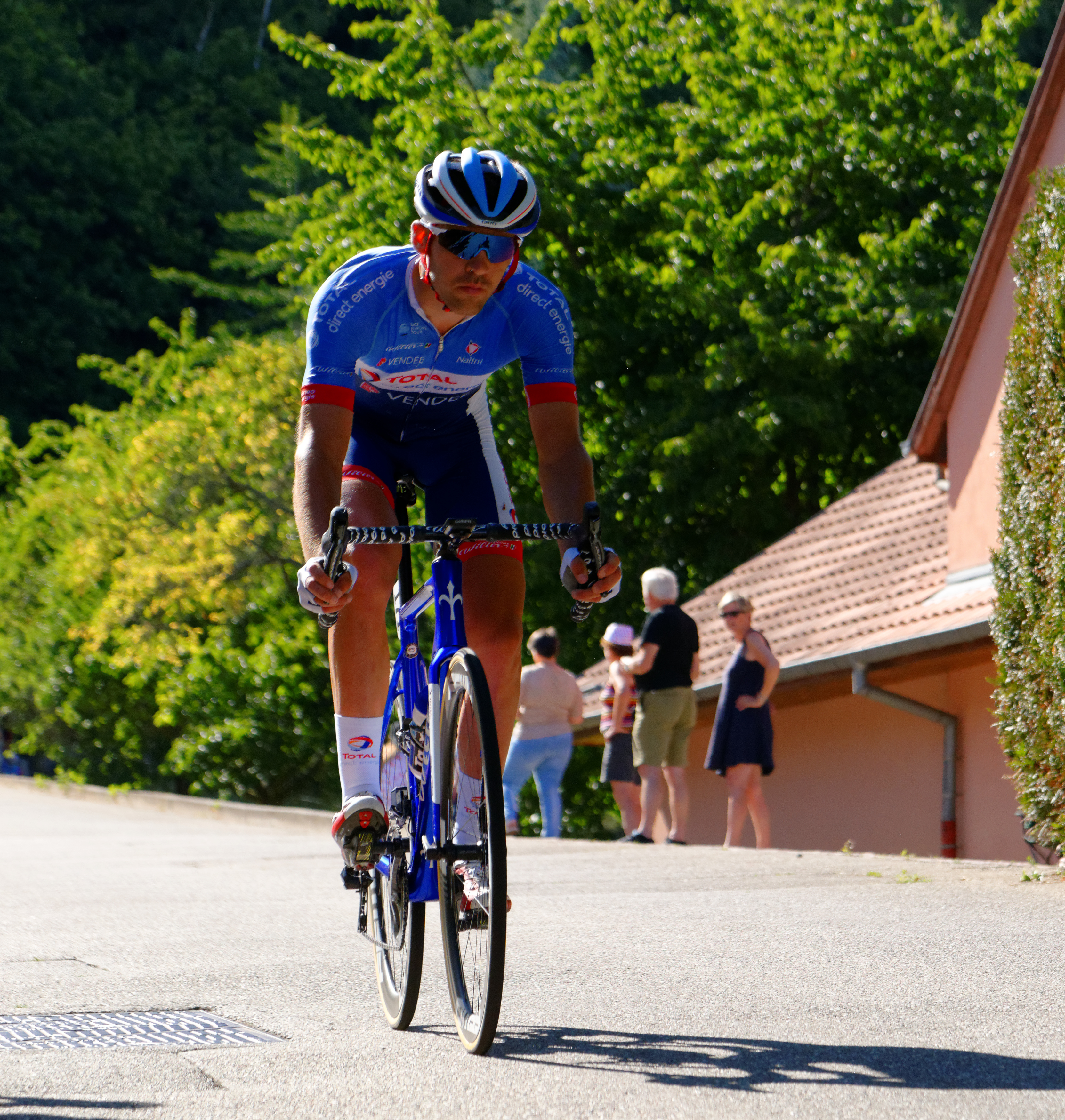
Lilian Calmejane bei der 5. Etappe der Tour de France 2019

Lilian Calmejane (* 6. Dezember 1992 in Albi) ist ein ehemaliger französischer Radrennfahrer.

## Sportliche Karriere
Sein erstes Rennen des internationalen Kalenders gewann Calmejane 2014 auf der zweiten Etappe der Ronde de l’Isard, bei der er mit seinem Team auch das Mannschaftszeitfahren gewann und Vierter der Gesamtwertung wurde. 2015 gewann er mit der Gesamtwertung des Le Triptyque des Monts et Châteaux sein erstes internationales Etappenrennen, bei dem er auch eine Etappe gewann. In diesem Jahr gewann er außerdem eine Etappe der Tour de Bretagne und die Bergwertung der Tour Alsace.
2016 erhielt er daraufhin einen Vertrag beim Professional Continental Team Direct Énergie und gewann die Nachwuchswertung der La Méditerranéenne. Sein erster Start bei einer Grand Tour war bei der Vuelta a España 2016. Auf der vierten Etappe gelang ihm sein bis dahin größter Karriereerfolg durch einen Solosieg, nachdem er sich auf dem Schlussanstieg aus einer Spitzengruppe absetzte, die sich nach 40 Kilometern des 163 Kilometer langen Abschnitts gebildet hatte.
Im Frühjahr 2017 gewann er die Gesamtwertungen der Etappenrennen des Étoile de Bessèges, der Settimana Internazionale und des Circuit Cycliste Sarthe sowie die Bergwertung des UCI-WorldTour-Rennens Paris-Nizza. Ein weiterer Grand Tour-Etappensieg gelang ihm auf der bergigen 8. Etappe der Tour de France 2017, auf der er sich 17 Kilometer vor dem Ziel aus einer ursprünglich 50 Fahrer starken Spitzengruppe löste und trotz Krämpfen auf den letzten Kilometern seine Soloflucht erfolgreich beendete. 2018 und 2019 konnte er weitere Siege bei Rennen der UCI Europe Tour seinem Palmarès hinzufügen.
Zur Saison 2021 wechselte Calmejane zum UCI WorldTeam AG2R Citroën. Nachdem er zwei Jahre ohne zählbare Erfolge geblieben war, verließ er zur Saison 2023 das Team und wurde Mitglied bei Intermarché-Circus-Wanty. Dort gewann er im selben Jahr die Bergwertung der Tour de l’Ain, ehe er auch beim Giro d’Italia 2024 für einen Tag das Bergtrikot trug. Mit dem Ende der Saison beendete er im Alter von 32 Jahren seine Karriere.

## Erfolge
2014
- eine Etappe und Mannschaftszeitfahren Ronde de l’Isard

2015
- Gesamtwertung und eine Etappe  Le Triptyque des Monts et Châteaux
- eine Etappe Tour de Bretagne
- Bergwertung Tour Alsace

2016
- Nachwuchswertung La Méditerranéenne
- eine Etappe Vuelta a España

2017
- Gesamtwertung und eine Etappe Étoile de Bessèges
- Bergwertung Paris-Nizza
- Gesamtwertung, eine Etappe und Punktewertung Settimana Internazionale
- Gesamtwertung und eine Etappe Circuit Cycliste Sarthe
- eine Etappe Tour de France

2018
- Kombinationswertung Tour La Provence
- La Drôme Classic
- Paris–Camembert

2019
- Bergwertung Tour La Provence
- Classic Sud Ardèche
- eine Etappe Tour du Limousin

2020
- Bergwertung Route d’Occitanie

2023
- Bergwertung Tour de l’Ain

## Grand-Tour-Platzierungen
| Grand Tour            | 2016 | 2017 | 2018 | 2019 | 2020 | 2021 | 2022 | 2023 | 2024 |
| --------------------- | ---- | ---- | ---- | ---- | ---- | ---- | ---- | ---- | ---- |
| Giro d’ItaliaGiro     | –    | –    | –    | –    | –    | –    | 86   | –    | 42   |
| Tour de FranceTour    | –    | 35   | 30   | 106  | DNF  | –    | –    | 77   | –    |
| Vuelta a EspañaVuelta | 70   | –    | –    | –    | –    | 33   | –    | –    | –    |